# تشارلز وينستون تومسون
تشارلز وينستون تومسون (بالإنجليزية: Charles Winston Thompson)‏ هو سياسي أمريكي، ولد في 30 ديسمبر 1860 في الولايات المتحدة، وتوفي في 20 مارس 1904 بواشنطن العاصمة في الولايات المتحدة. حزبياً، نشط في الحزب الديمقراطي. انتخب عضو مجلس النواب الأمريكي.